# David von Bartels
Johann Christoph David Bartels, ab 1846 Ritter von Bartels (* 30. April 1790 in Nürnberg; † nach 1862) war bayrischer Kommerzienrat und Generalkonsul von Köln.

## Leben
David Bartels war ein Kaufmann und Stadtrat in Köln. Ab ca. 1830 setzte er sich für den Bau der Ludwig-Süd-Nord-Bahn ein und organisierte die erste Schienenlieferung. 1831 wurde er zum Königlichen Konsul in Köln ernannt. Zwischenzeitlich war er ab 1833 auch Königlich griechischer Konsul.
Für seine Bemühungen zur Verbindung der Mainschifffahrt mit der Rheinschifffahrt wurde er 1836 zum Ehrenbürger von Bamberg ernannt. Ebenso wurde ihm der Titel des Königlichen Bayrischen Kommerzienrats erteilt. Durch seine Tätigkeit wurde er zum Hauptagenten der Rheinschifffahrts-Assekuranz-Gesellschaft und der Agrippina See-, Fluss- und Landtransport-Versicherungs-Gesellschaft.
1843 gab Franz Liszt ein Konzert in Nürnberg und spielte dabei auf einem Flügel, welcher David Bartels gehörte.
Ende 1845 wurde er für seine Verdienste mit der Ritterklasse des Verdienstordens der Bayerischen Krone und damit der Verleihung des persönlichen Adels ausgezeichnet. Er wurde auch zum bayrischen Staatsbürger (Indigenat) ernannt. 1850 erfolgte die Beförderung zum Königlich bayrischen Generalkonsul.
Er gründete 1855 gemeinsam mit einem Geschäftspartner eine Ultramarin-Fabrik, welche später in finanzielle Schieflage geriet. 1862 folgte eine Anklage gegen David von Bartels; sein Geschäftspartner war bereits 1861 gestorben; in Coburg wegen leichtsinnigem und muthwilligem Bankerotts. Im November 1862 wurde das Urteil mit der Höchststrafe von 1 Jahr Gefängnis gesprochen.
David Bartels war mit der Kölnerin Gertrud Walburga Neumann verheiratet. Ihr gemeinsamer Sohn war der spätere Kommerzienrat Johann Joseph Ludwig Hubert Bartels (1837–1898).

## Auszeichnungen (Auswahl)
- 1836: Ehrenbürger der Stadt Bamberg
- 1841: Verdienstorden vom Heiligen Michael, II. Klasse
- Leopoldsordens: Ritterkreuz (1842); Commandeur (1856)